# BT Большой Медведицы
BT Большой Медведицы (лат. BT Ursae Majoris) — одиночная переменная звезда в созвездии Большой Медведицы на расстоянии приблизительно 78,7 световых лет (около 24,1 парсеков) от Солнца. Видимая звёздная величина звезды — от +16,3m до +15m.

## Характеристики
BT Большой Медведицы — красный карлик, эруптивная переменная звезда типа UV Кита (UV). Эффективная температура — около 3056 К.